# Вюрцбургски университет
Университетът във Вюрцбург с пълно име Баварски университет във Вюрцбург „Юлий Максимилиан“ (на немски: Bayerische Julius-Maximilians-Universität Würzburg) се намира в едноименния град и е основан през 1402 г. Студентите са около 21000, като над 1000 от тях са чужденци.

## Име
Обикновено Bayerische Julius-Maximilians-Universität Würzburg често се нарича просто Вюрцбургски университет или Университетът във Вюрцбург. Името му идва от принц-епископа Юлий Ехтер фон Меспелбрун, който го възобновява през 1583 г. и принц Електор Максимилиан Йозеф, по което време започва секуларизацията в начлото на 19 век.

## Разположение
Централната администрация, секцията за чуждестранни студенти и няколко института са разположени в стария град, а комплексът за либерални изкуства, заедно с модерна библиотека, се намира в източния край на града.

## Известни личности
Преподаватели
- Вилхелм Рьонтген (1845 – 1923), преподава експериментална физика през 1888 – 1900
- Харалд цур Хаузен (р. 1936), преподава вирусология през 1969 – 1972

Студенти и докторанти
- Богомил Берон (1866 – 1936), български лекар, завършва медицина през 1889

## Галерия
- Лекционна зала по естествени науки
- Университетска библиотека
- Медицински център
- Старият университет
- Wittelsbacherplatz
- Биоцентър